# Morone mississippiensis
Morone mississippiensis is een zoetwatervis uit de vissenfamilie van de moronen (Moronidae) die oorspronkelijk voorkomt in het zuiden en midwesten van de Verenigde Staten. Vaak wordt de vis verward met de witte baars of de gestreepte zeebaars, maar ze onderscheidt zich van die soorten door de gele buik en het gebroken patroon in de onderste strepen. De soortaanduiding "mississippiensis" komt van de eerste beschrijving van de vis, gevonden in de Mississippi. De vis wordt gemiddeld 28 centimeter lang.